# Winifred Jordan
Winifred Sadie Jeffrey, posteriorment Jordan (Kings Norton, West Midlands, 15 de març de 1920) va ser una atleta anglesa que va córrer durant la dècada de 1930 i 1940. Especialista en les curses de velocitat, en el seu palmarès destaquen dues medalles de plata al Campionat d'Europa d'Atletisme de 1946 a Oslo i una de plata i una de bronze als Jocs de la Commonwealth de 1938. El 1948 va prendre part en els Jocs Olímpics de Londres.

## Millors temps
- 100 metres. 12.0" (1937)[1]
- 200 metres. 25.0" (1947)[2]